# Jorge Polaco
Pour les articles homonymes, voir Polaco.
Jorge Polaco né le 20 novembre 1946, et mort le 20 février 2014 est un réalisateur argentin. En 2009, il a été membre du jury du Festival international du film d'Amiens en France. En 2001, son film Viaje por el cuerpo a été sélectionné au Festival international du film du Kerala à Trivandrum en Inde. En 2002, le Festival international du film de Mumbai en Inde a organisé une rétrospective de ses films.

## Filmographie
- 1984 : Margotita
- 1986 : Diapasón
- 1987 : En el nombre del hijo
- 1989 : Kindergarten
- 1992 : Siempre es difícil volver a casa
- 1996 : La dama regresa
- 2001 : El milagro
- 2001 : Historias de Argentina en vivo
- 2001 : Viaje por el cuerpo
- 2003 : Siddharta
- 2007 : A Berta Singerman
- 2009 : Arroz con leche

## Récompense
- 1986 : Prix de l'Âge d'or pour Diapasón